# Lola Astánova
Lola Astánova (en ruso, Лола Астанова; Tashkent, antigua URSS, 3 de julio de 1982) es una pianista soviética, de Uzbekistán,-estadounidense conocida por sus interpretaciones de Chopin, Liszt y Rajmáninov, composiciones “continuum”, “inspirit” y “love imagined” y arreglos, como “The Enchanted Carol”.

## Carrera
A la edad de seis años, Astánova ingresó a la Escuela de Música Especializada V. Uspensky para Niños Dotados, una escuela élite en Tashkent, actual Uzbekistán donde nació, creció y donde comenzó a estudiar piano con la profesora Tamara Popovich. Visitó con frecuencia Moscú, estudiando en el Conservatorio Estatal Chaikovski de Moscú para tomar lecciones con el profesor Lev Naumov, quien describió el pianismo de Astánova como "raro y verdaderamente ingenioso", y agregó que "Chopin interpretado por Lola es simplemente excepcional".
Astánova comenzó a hacer giras como concertista de piano a la edad de ocho años. Actuó en Alemania, Francia, Austria, Italia y Rusia tanto en programas individuales como en presentaciones con orquestas. Ganó un premio en el Concurso Internacional de Chopin de 1996 para Jóvenes Pianistas en Moscú. En 1998, apareció en el documental de la UNESCO "Prodigies of the 20th Century". En 2003, emigró a los Estados Unidos. Astánova debutó en Estados Unidos en 2004 en el Centro John F. Kennedy para las Artes Escénicas en Washington D. C.
Astánova se convirtió en una estrella del Concierto de Fantasía de las Superestrellas Clásicas de octubre de 2007 junto a Valeri Guérguiev y la Orquesta Kirov del Teatro Mariinsky, retransmitido por el presentador de televisión de la ABC Regis Philbin. El concierto se presentó en la edición del centenario del Libro de Navidad Neiman Marcus. En agosto de 2008, el Memorial y Museo Nacional del 11 de septiembre anunció la actuación de la Sra. Astánova en el famoso piano de cola para conciertos de Steinway de Vladimir Horowitz en beneficio de "Notes of Hope" presentado por el alcalde de la ciudad de Nueva York Michael Bloomberg.
El 19 de enero de 2012 Astánova debutó en el Carnegie Hall. Un concierto especial de homenaje a Vladimir Horowitz que fue presidido por Donald Trump y presentado por la ganadora del Premio de la Academia Julie Andrews. Todos los ingresos de la actuación fueron donados a la American Cancer Society. En marzo de 2012, Astánova apareció en la portada de la revista Palm Beach Society antes de su actuación con Jahja Ling en el Kravis Center. El 30 de mayo de 2012 interpretó a dúo con Byron Janis durante la ceremonia de entrega de premios Lifetime Achievement Award en el Lincoln Center.
Astánova se asoció con Jahja Ling varias veces más, actuando con la Orquesta Sinfonía de San Diego en 2012 y 2014, con la Orquesta de San Lucas en el Lincoln Center en la ciudad de Nueva York en 2013, y con la Orquesta de Cleveland en Palm Beach en 2014. Entre las colaboraciones sinfónicas de larga duración de Astánova también estuvieron actuaciones con Eduardo Marturet y la Orquesta Sinfónica de Miami, Ramón Tebar y Palm Beach Symphony y Gerard Schwarz y la All-Star Orchestra.
La actuación de Astánova de "Rhapsody in Blue" de Gershwin con Gerard Schwarz y la All-Star Orchestra, presentada en la especial de televisión "All-Star Orchestra: Visions of New York", recibió el Premio Emmy 2016.

## Estilismo
Astánova es conocida por su estilo y apariencia en las actuaciones que realiza, a menudo usando tacones altos y vestidos exclusivos de alta costura. Ha expresado varias veces su amor por la moda declarando que en este campo trabajan "algunos artistas extraordinarios". Su éxito en las redes sociales es en gran parte debido a su físico y cómo lo muestra en sus perfiles. En junio de 2012, fue nombrada entre los 10 mejores íconos de estilo en la música clásica por la revista Limelight.
Astánova ha aparecido en numerosas revistas de moda y del corazón, incluyendo Vogue, People, ¡Hola!, Haute Living y Quest.